# Gare de Conches
Gare de Conches vasútállomás Franciaországban, Conches-en-Ouche településen.

## Vasútvonalak
Az állomást az alábbi vasútvonalak érintik:
- Mantes-la-Jolie–Cherbourg-vasútvonal

## Kapcsolódó állomások
A vasútállomáshoz az alábbi állomások vannak a legközelebb:
- Gare de Beaumont-le-Roger
- Gare de La Bonneville-sur-Iton
- Gare de Romilly-la-Puthenaye